# Du riechst so gut
Singles de Rammstein
Seemann
Pistes de Herzeleid
Seemann Das alte Leid
Du riechst so gut (« Tu sens si bon » en allemand) est le premier single sorti de Rammstein, et le premier extrait de l'album Herzeleid. Il décrit un prédateur attiré par l'odeur de sa victime et les caractéristiques des thèmes de la folie et l'obsession d'un harceleur. La chanson serait inspirée par le roman Le Parfum de Patrick Süskind, l'un des livres favoris de Till Lindemann, chanteur du groupe.
Ce nouveau single a été republié en 1998 sous le nom de Du riechst so gut '98 avec un nouveau clip vidéo.

## Description du single
Le single Du riechst so gut est disponible en version normale, mais également en version « Riech Box », un digipack très rare contenant une boîte de parfum.
La pochette présente une Marguerite Gerbera orangée, qui sera le symbole de l'album Herzeleid, sous fond bleu.
Le single propose deux chansons de l'album Herzeleid : Du riechst so gut et Wollt ihr das Bett in Flammen sehen ?. La troisième piste est un remix de Du riechst so gut par Project Pitchfork, groupe d'électro-rock ayant été accompagné par Rammstein lors d'une tournée.
Ce single est très recherché aujourd'hui, plus pour sa signification symbolique que pour son contenu. La version Riech Box est, quant à elle, très rare et se vend relativement cher sur les sites d'enchères.

## Pistes
1. Du riechst so gut  (Single Version)  - 4:50
2. Wollt ihr das Bett in Flammen sehen ?  (Album Version)  - 5:19
3. Du riechst so gut  (Scal Remix by Project Pitchfork)  - 4:45

## Performances scéniques
La chanson a été jouée pour la première fois lors du tout premier concert de Rammstein[citation nécessaire], qui s'est déroulé le 14 avril 1994 à Leipzig, en Allemagne (la chanson était alors encore une démo nommée Der Riecher). Pendant le Herzeleid Tour, cette chanson est toujours la dernière à être jouée. Durant les concerts du Sehnsucht Tour, au début de la chanson, Till Lindemann fait tourner autour de lui un arc et pendant qu'il tourne, l'objet s'enflamme et lance une pluie d'étincelles dans toutes les directions. Durant certains concerts, il l'utilise pour d'autres chansons, comme Laichzeit lors du Bizarre Festival de 1997 ou encore Du hast lors du Family Values Tour de 1998 et généralement, les guitaristes Paul Landers et Richard Kruspe font un solo étendu pour l'audience avec des guitares enflammées[citation nécessaire]. La chanson ne fut jamais jouée lors du Mutter Tour de 2001-2002 et il faut attendre le Reise, Reise Tour de 2004-2005 pour que Du riechst so gut soit remise dans les setlists du groupe.
Depuis le Reise, Reise Tour, les guitaristes ont des fumigènes bleus accrochés à la manche de leur veste qui s'allument pour la durée du solo et l'arc est réutilisé à nouveau. Lors du Liebe Ist Für Alle Da Tour, l'arc disparaît mais les attelles de guitare qui s'enflamment restent, ainsi que dans le Made in Germany Tour de 2011. (Un exemple de comment le groupe joue Du riechst so gut en concert)

## Clip vidéo
Le clip de Du riechst so gut '95 est la toute première vidéo faite par le groupe . Ce clip, contrairement à ce que proposera le groupe dans le futur, n'a pas de scénario et se concentre surtout sur les six musiciens, sans autre personnage inclus. C'est le manager Emanuel Fialik, l'agent et septième membre officieux de Rammstein, qui réalisa le clip avec l'approbation du groupe. Dans le making-of de la vidéo, le batteur Christoph " Doom " Schneider et le guitariste Richard Kruspe disent que Fialik avait pas mal d'ambition visuelle à cette époque et qu'il avait pas mal d'idées, ce qui a convaincu les musiciens de le laisser faire. 
Le clip présente principalement les musiciens, torses nus, se trouvant dans un environnement entièrement blanc et regardant fixement la caméra. Le plan d'ouverture montre un Dobermann traversant l'écran de gauche à droite et on peut voir des plans répétés sur le chien regardant la caméra avec curiosité. Des plans présentent également mais aussi la Marguerite Gerbera visible sur la pochette de Herzeleid (certains plans montrent d'ailleurs Richard en train de sentir l'odeur de la fleur ou Paul en train de l'écraser entre ses mains). Till Lindemann porte sur quelques plans une grande paire de lunettes lui donnant un air menaçant. Cette paire est nommée en allemand Schlitzbrille et on peut la voir portée par le bassiste Oliver Riedel dans la vidéo de Ohne Dich.
Du Riechst So Gut '98:  
La vidéo fait référence au conte du " Petit Chaperon Rouge " transposée à l'époque du XIXe siècle. Les membres du groupe endossent tour à tour le rôle du loup-garou. 